# Рорайма
Вижте пояснителната страница за други значения на Рорайма.
Рора̀йма (на португалски: Roraima) е един от 26-те щата на Бразилия с площ 224 298.98 км² и население 392 255 души (2006). Разположен е в северната част на страната. Столицата му е град Боа Вища.

## История
От началото на 16 век, регионът, в който е разположен щата Рорайма, е оспорвана територия, заради богатите залежи на полезни изкопаеми. Към него е имало интерес от страна на португалци, испанци, холандци и англичани, който продължава до началото на миналия век. През 1943 година, федералното правителство създава територията на реката Бранко, която през 1963 година е преименувана на Рорайма. През 1988 година, с решение на националния конгрес, Ройрама става щат.

## География
По-голямата част от щата е разпложена в Амазонската дъждовна гора, с малка ивица савана на изток. Щатът е богат на полезни изкопаеми – злато, диаманти, каситерит, боксит, мрамор и мед. Тези залежи непрекъснато пораждат конфликти сред местното население, от което племето Яномани е най-известно.
Екваториалният климат на щата е вид тропически климат, в който няма сух сезон. Всеки месец се изливат най-малко 60 мм дъжд, оказвазващ сериозно въздействие върху развитието и формирането на растителността в района, представена най-вече от Амазонската гора. Средната годишна температура е 26 °C (78.8 °F)

## Население
Населението на щата през 2006 година е 392 255 души, естествения прираст за преиода 1991 – 2000 година е 4,6 %, урбанизацията е 80,3% (2004).
Расов състав:
- 278 000 (68,8%) – мулати
- 81 000 (20,0%) – бели
- 29 000 (7,4%) – черни
- 15 000 (3,8%) – азиатци и индианци

## Икономика
Обслужващият сектор е най-голям компонент от брутния вътрешен продукт с 87,5 процента, следван от индустриалния сектор с 8,7% и първичния с 3,8% по данни за 2004 година. Рорайма изнася основно дървен материал (74% от общия износ на щата) и кожа (22,6%) по данни за 2002 година. Участието в бразилската икономика е оценено на 0,1 процента (2005).

## Знаме
Синият цвят символизира чистия въздух и небето над Рорайма, бялата лента – мир, а зеленият цвят изобразява горите и полетата. Звездата има жълт цвят и символизира минералните ресурси на щата. Червената линия в долната част на флага символизира екватора, който пресича територията на щата. Знамето е проектирано от художника Марио Барето и е прието със закон на 4 юни 1996 година.

## Инфраструктура
Щатът разполага с международно летище, намиращо се в столицата Боа Виста. Открито е на 19 февруари 1973 година и е основно разширено и модернизирано през 1998 година. Аеропортът има възможности да обработва 1,1 милион пътници годишно в условия на пълен комфорт и сигурност.
През щатът също минават девет магистрали:
- BR-174;
- BR-210;
- BR-431;
- BR-432;
- BR-410;
- RR-171;
- RR-175;
- RR-202;
- RR-203

## Интересни факти
- Превозни средства – 74 481 (март 2007)
- Мобилни телефони – 148 000 (април 2007)
- Телефони – 67 000 (април 2007)
- Градове – 16
- Индекс на човешко развитие – 0,746 (на 13 място сред всички щати в Бразилия)